# Port Hadlock-Irondale (Washington)
Port Hadlock-Irondale es un lugar designado por el censo ubicado en el condado de Jefferson en el estado estadounidense de Washington. En el año 2000 tenía una población de 3.476 habitantes y una densidad poblacional de 201,3 personas por km².

## Geografía
Port Hadlock-Irondale se encuentra ubicado en las coordenadas 48°2′12″N 122°46′30″O / 48.03667, -122.77500.

## Demografía
Según la Oficina del Censo en 2000 los ingresos medios por hogar en la localidad eran de $32.202, y los ingresos medios por familia eran $34.847. Los hombres tenían unos ingresos medios de $34.583 frente a los $22.500 para las mujeres. La renta per cápita para la localidad era de $15.721. Alrededor del 14,4% de la población estaban por debajo del umbral de pobreza.